# Uplands (pays de Galles)
Pour les articles homonymes, voir Upland.
Uplands est une communauté de la cité et comté de Swansea, au pays de Galles.

## Géographie
Le quartier d'Uplands se trouve juste à l'ouest du centre-ville de Swansea.

## Démographie
Au recensement de 2011, la communauté d'Uplands comptait 15 665 habitants.